# Glockengießerwall

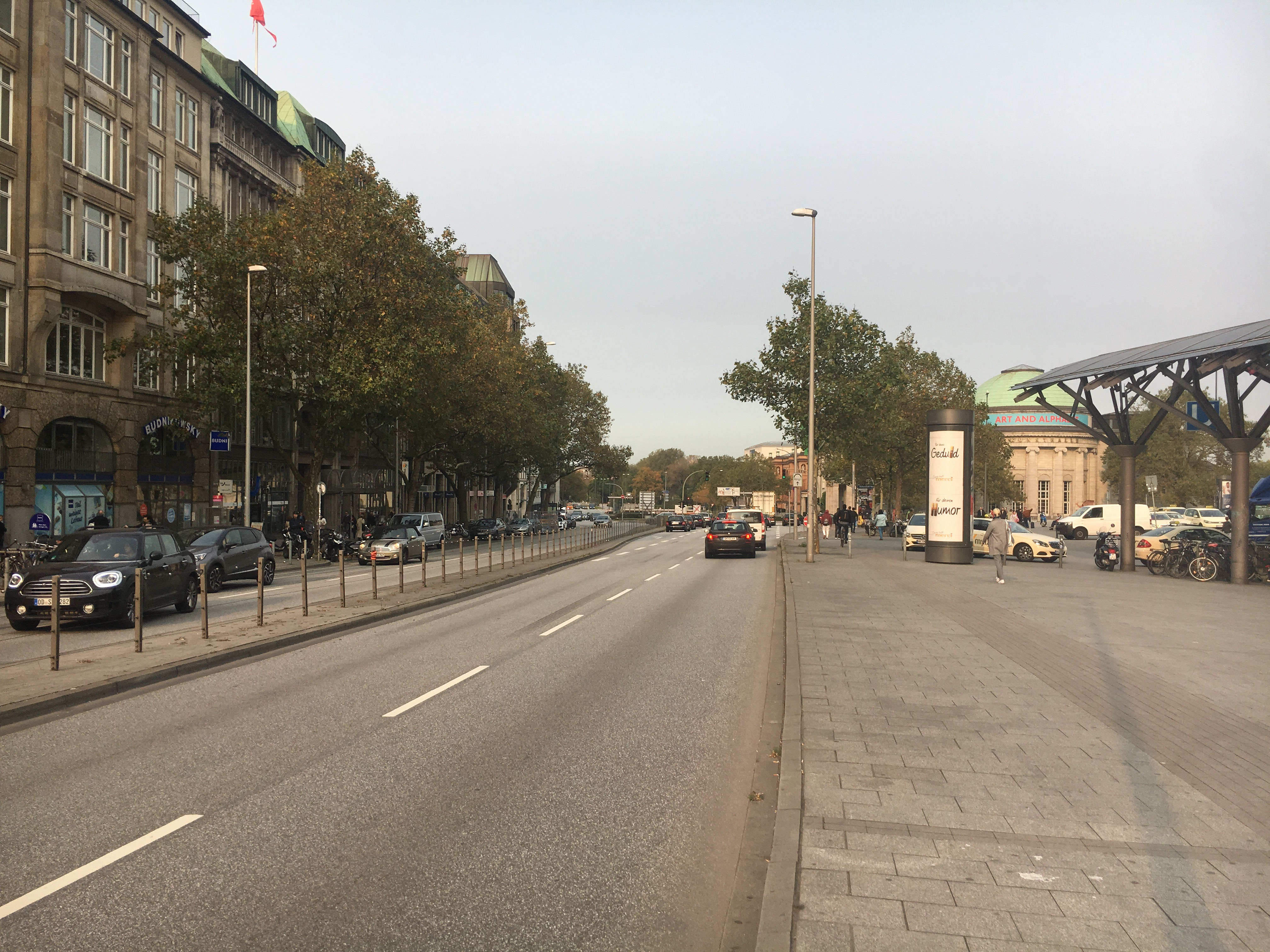
Glockengießerwall Richtung Norden, links Kontorhäuser, rechts im Hintergrund die Kunsthalle

Der Glockengießerwall ist eine Innerortsstraße im Stadtteil Hamburg-Altstadt der Freien und Hansestadt Hamburg. Ihr amtlicher Straßenschlüssel lautet G117. Als Teil des Rings 1, der den historischen Kern der Stadt umschließt, zählt sie zum Hauptverkehrsstraßennetz von Hamburg.

## Verlauf
Die etwa 450 Meter lange Straße verläuft annähernd parallel zu den Gleisanlagen des Hamburger Hauptbahnhofs sowie am Gebäudekomplex der Hamburger Kunsthalle entlang. Sie beginnt an der Einmündung der Spitalerstraße als Verlängerung des Steintorwalls, verläuft von dort in Richtung Nordwesten, kreuzt die Ernst-Merck-Straße/Georgsplatz, führt weiter zum Ferdinandstor/Ballindamm und geht dort in die über die Alster führende Lombardsbrücke über. 
Dabei fällt sie von ihrem Anfang auf dem Geestrücken, auf dem sich der oberirdische Teil des Hauptbahnhofs befindet, in der Höhe von 14 Metern auf 6 Meter am Alsterufer ab. Unter der südlichen Hälfte der Straße verläuft zu ihrer Entlastung der 1966 eröffnete Wallringtunnel. Der größte Teil der Straße und alle Gebäude mit Anschrift Glockengießerwall zählen zum Stadtteil Hamburg-Altstadt, die rechte bzw. östliche Straßenseite vom Steintorwall bis zur Ernst-Merck-Straße jedoch gehört zu St. Georg. Die Hausnummern reichen von 1 bis 28 und liegen – mit Ausnahme der Kunsthalle (Nr. 5) – alle auf der linken bzw. westlichen Straßenseite.

## Geschichte

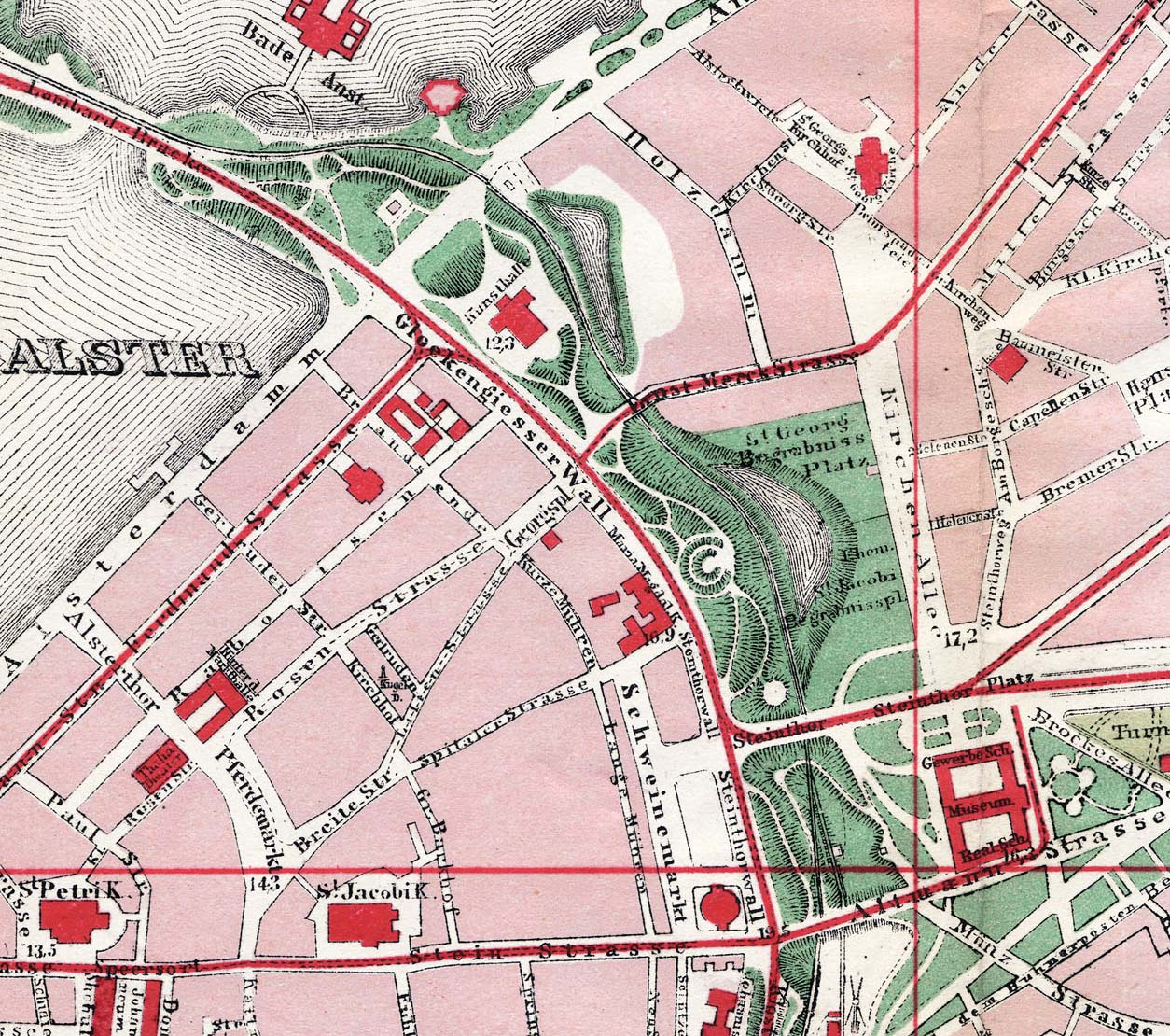
Glockengießerwall mit Wallanlagen auf einer Karte von 1884
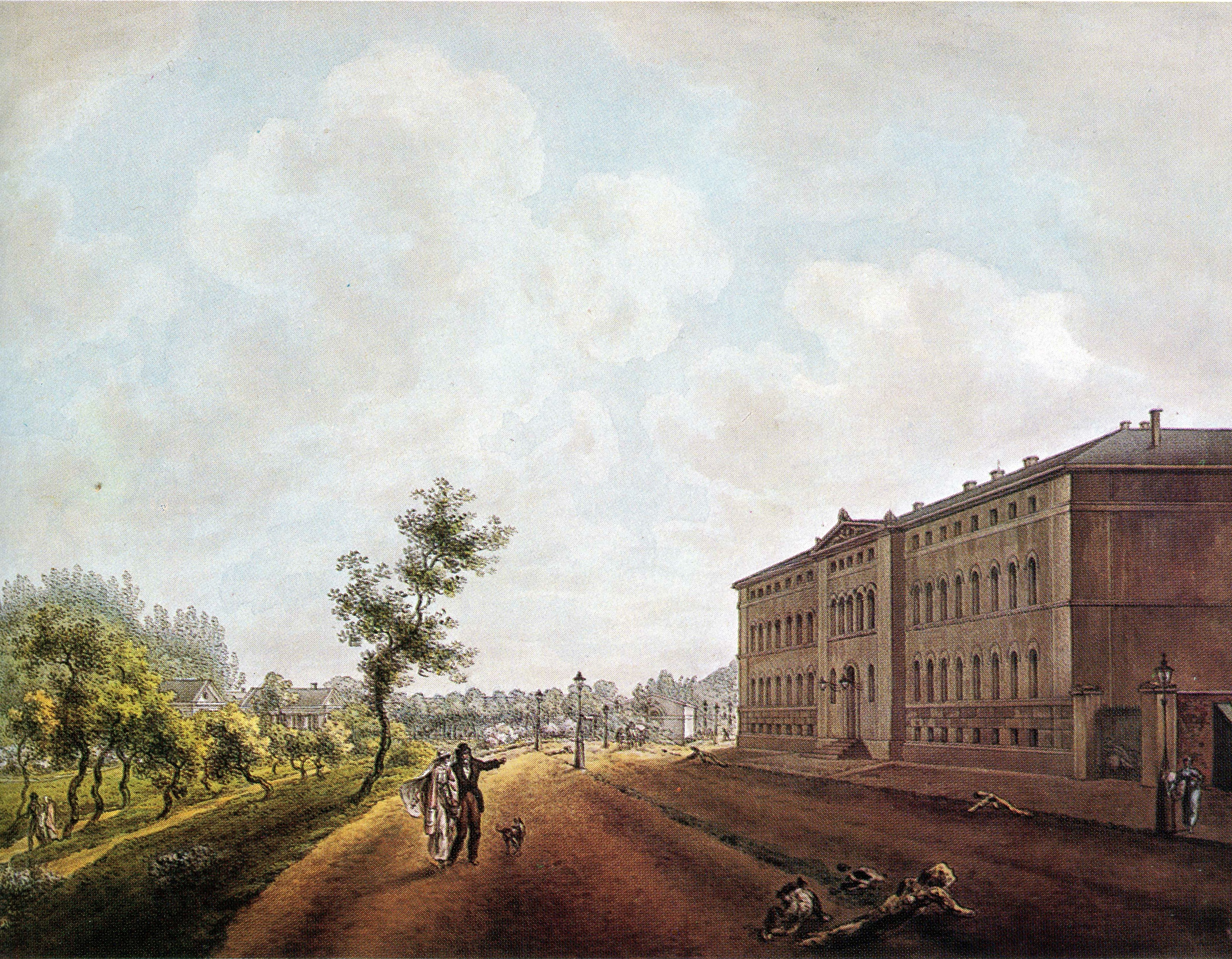
Glockengießerwall mit Marien-Magdalenen-Kloster um 1845
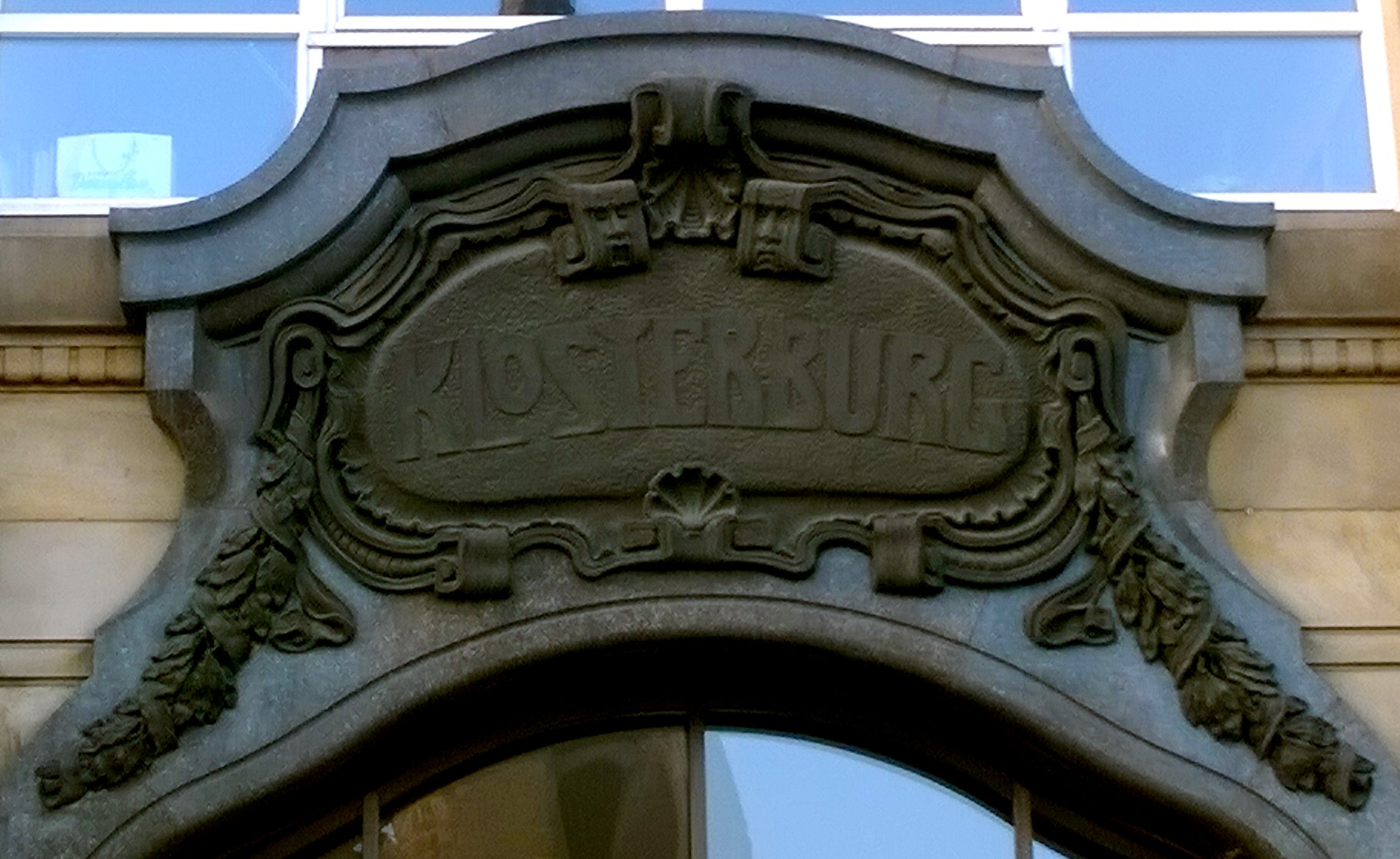
Portalfries am Haus Glockengießerwall 1 zur Erinnerung an das Kloster
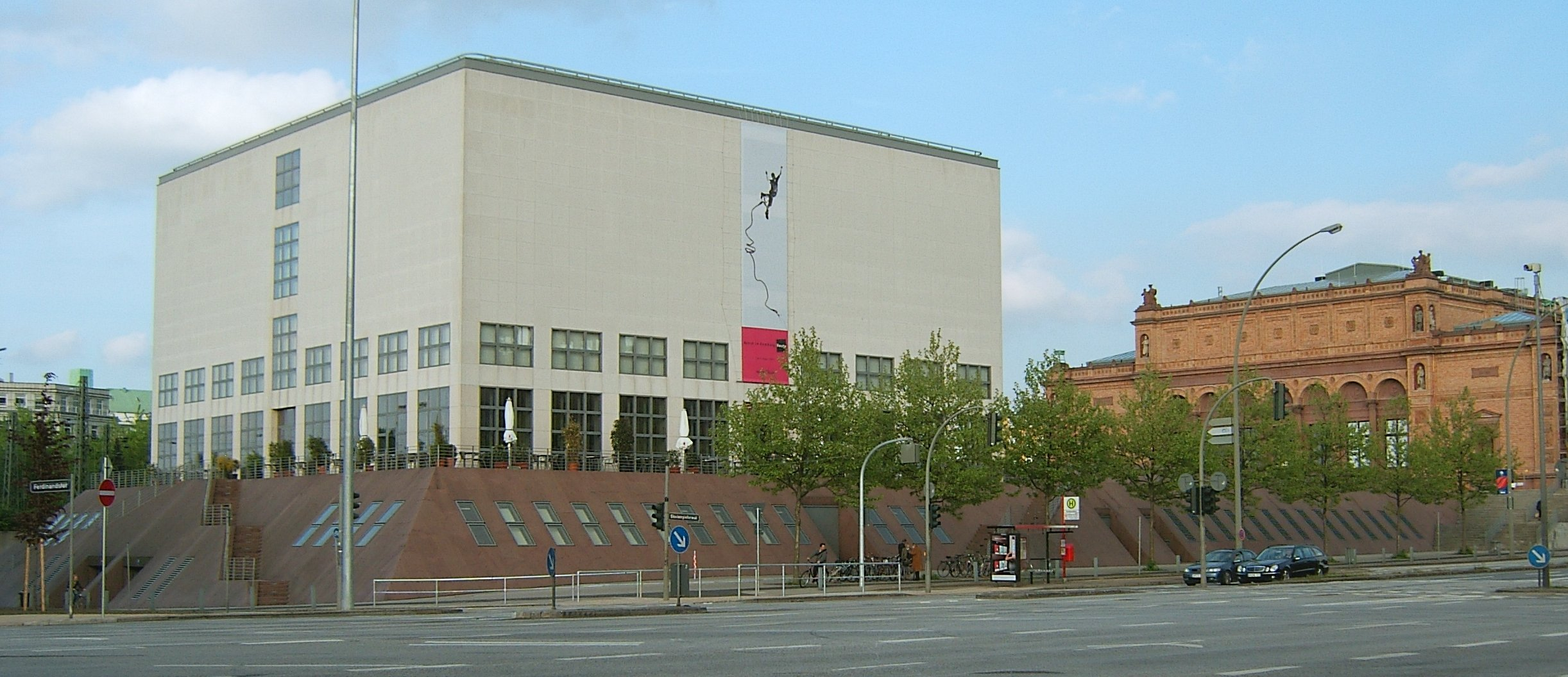
Galerie der Gegenwart und Kunsthallen-Altbau am Glockengießerwall
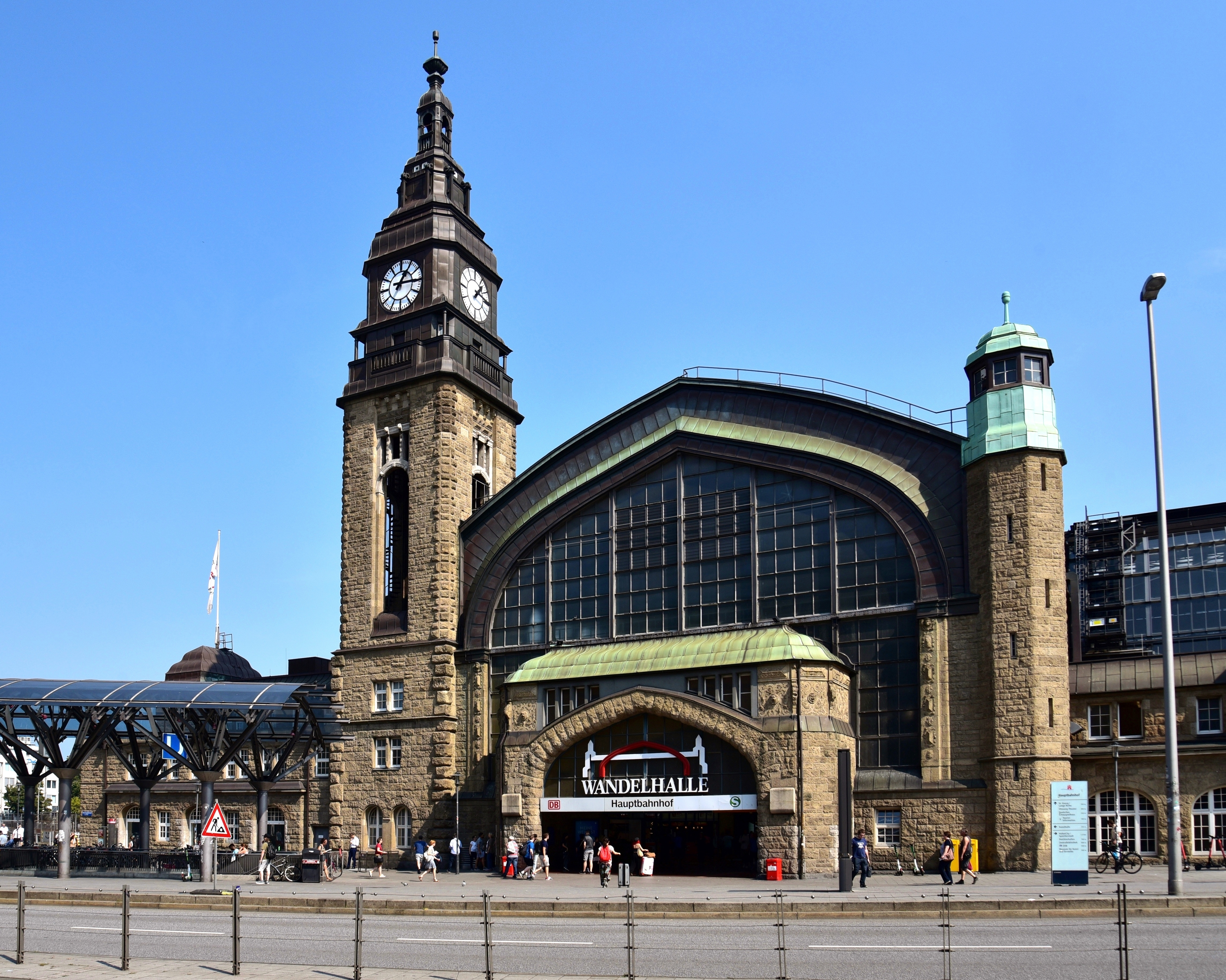
Westlicher Zugang zum Hauptbahnhof vom Glockengießerwall

Die Straße entstand 1828 im Zuge der Schleifung der Hamburger Wallanlagen zunächst als Flanier- und Reitweg. Etwa zeitgleich wurde das Ferdinandstor als zusätzlicher Ausgang zur damaligen Vorstadt St. Georg angelegt. Als erstes Gebäude wurde 1839 an der Ecke zur Spitalerstraße der Neubau des Marien-Magdalenen-Klosters errichtet, das zuvor seit dem Mittelalter am Adolphsplatz ansässig gewesen war. 1843 erhielt die Straße ihren heutigen Namen in Erinnerung an die hamburgische Geschütz- und Glockengießerei, die seit 1549 in der Nähe am Schweinemarkt betrieben wurde. 1869 wurde an der Ostseite des Walles auf der ehemaligen Bastion Vincent die Kunsthalle eröffnet, 1906 folgte der Hauptbahnhof. 
Am Glockengießerwall 23 gründete Valeska Röver im Jahr 1891 eine private Kunstschule für Frauen. Zu ihren Schülerinnen zählte auch Gerda Koppel. Von 1904 bis zum Ende der dreißiger Jahre leitete diese die Schule. 1938 übergab Gerda Koppel die Leitung der Kunstschule an Gabriele Stock-Schmilinsky und emigrierte.
Stolpersteine erinnern im Glockengießerwall an Julia Schwarzwald und Eugen Gowa, die Opfer der Nationalsozialisten wurden.

## Bauten und Kulturdenkmäler
An der Straße befinden sich neben den Gebäuden der Kunsthalle auch Kontorhäuser: die von Franz Albert Bach entworfene Klosterburg (Nr. 1), der von Rambatz und Jolasse geschaffene Wallhof (Nr. 2) mit dem dänischen Konsulat sowie das Scholvienhaus von Lundt & Kallmorgen (Nr. 26). 
Der Altbau der Kunsthalle von 1869 sowie der Erweiterungsbau von 1909–21 stehen ebenso unter Denkmalschutz wie die auf der Verkehrsinsel in Höhe Georgsplatz / Ernst-Merck-Straße aufgestellte Bronze-Plastik Der Fluß von Aristide Maillol.